# Auguste von Seefried auf Buttenheim

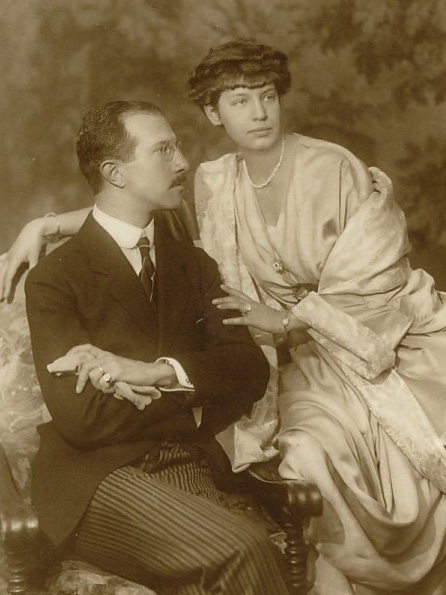
Augusta met haar prins. Foto uit 1919 van Franz Rainer

Auguste gravin von Seefried auf Buttenheim (Znaim, 20 juni 1899 - Salzburg, 21 januari 1978) was een Duits aristocrate en een achterkleindochter van de Oostenrijkse keizer Frans Jozef I van Oostenrijk. 
Zij was de dochter van prinses Elisabeth Marie Auguste van Beieren (de oudste kleindochter van Frans Jozef) en Otto Ludwig Philipp von Seefried auf Buttenheim. Dit huwelijk gold bepaald niet als ebenbürtig en de verhoudingen met het Beierse hof waren dan ook gespannen. De Oostenrijkse keizer gaf hun evenwel toestemming om zich in zijn rijk te vestigen. Daar werd Auguste geboren als derde dochter uit een gezin dat uiteindelijk uit vijf dochters en een zoon zou bestaan.
Zelf trouwde zij op 12 juni 1919 met de Beierse prins  en historicus Adalbert. Het paar kreeg twee zonen:
- Constantijn Leopold (25 augustus 1920-30 juli 1969), huwde met Maria Adelgonde van Hohenzollern-Sigmaringen (19 februari 1921-23 mei 2006)
- Alexander (1923-2001)